# أنييه ليه دويزان
أنييه ليه دويزان (بالفرنسية: Agnez-lès-Duisans)‏ هي بلدية فرنسية تقع في إقليم باد كاليه من منطقة نور با دو كاليه في شمال فرنسا. تبلغ مساحة هذه المدينة 7.3 (كم²)، وترتفع عن سطح البحر 70 م، يبلغ عدد سكانها 688 نسمة حسب إحصاء المعهد الوطني للإحصاء والدراسات الاقتصادية سنة 2009 م. وترأس Pascal Coin البلدية خلال فترة (2008-2014).